# Das wiedergefundene Paradies
Das wiedergefundene Paradies (isländischer Originaltitel: Paradísarheimt) ist ein Roman von Halldór Laxness (1902–1998), der 1960 veröffentlicht wurde.

## Form
Der Roman besteht aus 30 Kapiteln, die mit Überschriften versehen sind. Die Originalausgabe hat 301 Seiten.

## Inhalt
Das Buch spielt ab 1874 bis etwa 1880. Der stolze, einfache Bauer Steinar lebt auf seinem Hof Leiten im Osten Islands mit seiner Frau und seinen zwei Kindern. Seit mehreren Generationen werden die Steinmauern um den Hof gepflegt, so dass sie in der Umgebung als Vorbild dienen. Steinar besitzt ein besonders schönes Pferd, das von dem reichen Geschäftsmann Björn auf Leirur begehrt wird, das er aber dem dänischen König Christian IX. anlässlich dessen Besuchs in Island schenkt. Bei diesem Besuch lernt er den Mormonenbischof Didrik kennen, der von den Isländern verfolgt wird und dem er hilft. Steinar wird an den Hof des dänischen Königs in Kopenhagen eingeladen und verlässt dafür seine Familie. In Kopenhagen trifft er Didrik wieder, der ihn überredet, in das „Gelobte Land“ nach Utah in den USA zu ziehen, wo die Mormonen nach ihren Regeln leben. Steinar wird Mormone und verbringt dort unter dem Namen Stone P. Stanford mehrere Jahre. Währenddessen wird seine minderjährige Tochter von Björn auf Leirur geschwängert. Eine arrangierte Hochzeit mit einem jungen Mann lehnt die Tochter ab. Der Hof und die Steinmauern verfallen, die Familie muss den Hof verarmt verlassen. Nach mehreren Jahren sucht Didrik die Familie auf und nimmt sie nach Utah mit. Während der Atlantikquerung stirbt Steinars Frau; seine Kinder und sein Enkelkind erreichen Utah. Steinar bricht nach Island auf, um dort zu missionieren. Dabei kommt er auch an seine alte Hofstelle. Als er erkennt, dass die Mauern zerstört sind, beginnt er, sie wieder instand zu setzen.

## Hintergrund
Der Besuch des Königs Christian IX. in Island fand 1874 statt. Damals erhielt Island, das zum Königreich Dänemark gehörte, eine Verfassung.

## Isländische und deutsche Erstausgaben
- Paradísarheimt. Helgafell, Reykjavík 1960
- Das wiedergefundene Paradies. Übersetzt von Bruno Kress. Aufbau Verlag, Berlin und Weimar 1971 sowie Bucher, Luzern 1971.

## Verfilmungen
1980 erschien nach der Romanvorlage der dreiteilige NDR-Fernsehfilm Das wiedergefundene Paradies. Regie führte Rolf Hädrich. Der Torfhof, der als Kulisse gebaut wurde, ist heute immer noch von der Ringstraße westlich von Eystrahorn vor einer imposanten Felswand zu sehen.